# Lybius undatus
Lybius undatus е вид птица от семейство Lybiidae.

## Разпространение
Видът е разпространен в Еритрея и Етиопия.